# Idioma guaicura
El idioma guaicura es una lengua extinta que se habló en el centro y sur del actual estado mexicano de Baja California Sur (México). Es una lengua mal conocida, documentada principalmente por el trabajo de los misioneros que cristianizaron la Vieja California en el siglo XVII. Posiblemente se extinguió al final del siglo XIX o a principios del siglo XX. Se ha intentado relacionarla con el cochimí que se hablaba al norte del territorio guaicura, sin embargo, no parece haber relación entre ambas lenguas. 

## Historia
La lengua guaicura fue conocida por los misioneros jesuitas que llegaron a la Vieja California en el siglo XVII. Desafortunadamente, los trabajos realizados por los jesuitas entre los indígenas de California no fue suficientemente completo como para dar un panorama más amplio de las lenguas de los californios. Uno de los trabajos que se conocen de este primer contacto entre europeos y guaicuras es el de Juan Jacobo Baegert, que legó una lista de palabras en guaicura y una traducción de algunas oraciones cristianas. A mediados del siglo XIX, cuando el historiador mexicano Francisco Pimentel escribió su Cuadro descriptivo y comparativo de las lenguas indígenas de México, todavía existían algunos hablantes de guaicura en el territorio de Baja California. 

## Gramática del guaicura
Lo poco que se sabe del guaicura proviene de textos como los señalados arriba. Francisco Pimentel realizó un pequeño análisis de esta lengua que permite conocer algunos verbos y también ciertas estructuras de la lengua guaicura. Pimentel señala que se trata de una lengua polisilábica. De acuerdo con sus ejemplos, podría haber sido una lengua sintética, como demuestra el caso de la palabra guaicura para cielo:
cielo = tekerakadatemba < tekaraka (arqueado) + datemba (tierra)
Para formar el plural, el guaicura poseía un prefijo y  un sufijo. De acuerdo con Beagert, en guaicura se empleaba el sufijo -ma para formar el plural. Además poseían el prefijo k- para la misma función (ej.: kanai es el plural de anai=mujer). Por otra parte, señala Pimentel que los adjetivos se construían por pares opuestos, de modo que la negación de un adjetivo daba como resultado su contrario. Por ejemplo, la negación de ataka (bueno) daba atakara (malo), donde -ra es la negación.

### Pronombres
| Persona   | personales           | posesivos           |
| --------- | -------------------- | ------------------- |
| 1ª sing.  | be 'yo'              | be, me, mi, m 'mío' |
| 2ª sing.  | li 'tú'              | e, ei, et 'tuyo'    |
| 3ª sing.  | tutan 'él/ella'      | ti, te, t 'suyo'    |
| 1ª plural | cate 'nosotros'      | kepe 'nuestro'      |
| 2ª plural | peti 'ustedes'       | -                   |
| 3ª plural | tucava 'ellos/ellas' | -                   |

## Un texto en guaicura
Abajo se presenta el Padre Nuestro en guaicura, con la traducción literal hiciera Francisco Pimentel.
| Kepe-dare     | Kepe-dare         | Kepe-dare      | Kepe-dare     | Kepe-dare     | Kepe-dare                 | Kepe-dare     | Kepe-dare             | Kepe-dare     | Kepe-dare      |
| Padre Nuestro | Padre Nuestro     | Padre Nuestro  | Padre Nuestro | Padre Nuestro | Padre Nuestro             | Padre Nuestro | Padre Nuestro         | Padre Nuestro | Padre Nuestro  |
| ------------- | ----------------- | -------------- | ------------- | ------------- | ------------------------- | ------------- | --------------------- | ------------- | -------------- |
| Kepe-dare     | tekerekadatemba   | daï,           | ei-ri         | akatuike      | pu-me,                    | tschakarrake  | pu-me                 | ti            | tschie.        |
| Padre nuestro | (que en el) cielo | estás,         | te            | reconocemos   | todos (los que) existimos | (y te) alaban | todos (los que) somos | hombres       | y.             |
| Ecun          | gracia            | ri             | atume         | cate          | tekerekedatemba           | tschie.       | Ei-ri                 | jebarrakeme   | ti             |
| (Y por) tu    | gracia            | ?              | tengamos      | nosotros      | (el) cielo                | (y).          | Te                    | obedeceremos  | (los) hombres  |
| pu            | jaupe             | datemba        | pae           | ei            | jebarrakere               | aëna          | kea.                  | Kepekun       | bue            |
| todos         | aquí              | (en la) tierra | como          | a ti          | obedientes                | arriba        | siendo.               | Nuestra       | comida         |
| kepe          | ken               | jatupe         | untairi.      | Kate          | kuitscharrake             | tei           | tschie                | kepecun       | atakamara,     |
| (a) nos       | da                | este           | día.          | (Y a) nos     | perdona                   |               | (y)                   | nuestro       | malo (pecado), |
| pae           | kuitscharrakere   | cate           | tschie        | cavape        | atacamara                 | kepetujake.   | Cate                  | tikakamba     | tei            |
| como          | perdonamos        | nosotros       | también       | (a) los       | (que) mal                 | (nos) hacen.  | (A) nos               | ayuda         |                |
| tschie        | cuvume            | ra             | cate          | uë            | atukiara.                 | Kepe          | kakunja               | pe            | atacara        |
| y             | (no) querremos    | no             | nosotros      | algo          | malo.                     | (Y a) nos     | protege               | de            | mal            |
| tschie.       |                   |                |               |               |                           |               |                       |               |                |
| y.            |                   |                |               |               |                           |               |                       |               |                |

## Toponimia guaicura
Son pocos los topónimos guaicuras que se conservan. La mayor parte de ellos fueron registrados en las obras de los misioneros. Entre ellos habría que citar Airapí, nombre del sitio donde se construyó la misión de La Paz, núcleo de lo que se convertiría después en la capital de Baja California Sur. Otro topónimo guaicura es Chillá, nombre del sitio donde se erigió la misión de Dolores.